# Saison 1 de Flashpoint
Chronologie
Saison 2
Cet article présente le guide des épisodes de la première saison de la série télévisée Flashpoint.

## Distribution
- Hugh Dillon (VF : Philippe Vincent) : Ed Lane
- Amy Jo Johnson (VF : Annabelle Roux) : Juliana "Jules" Callaghan
- Enrico Colantoni (VF : Guillaume Lebon) : Gregory Parker
- David Paetkau (VF : Pascal Nowak) : Sam Braddock
- Mark Taylor (VF : Yann Pichon) : Lewis Young
- Sergio Di Zio (VF : Alexandre Gillet) : Michelangelo "Spike" Scarlatti
- Ruth Marshall (VF : Vanina Pradier) : Docteur Amanda Luria
- Michael Cram (VF : Eric Aubrahn) : Kevin "Wordy" Wordsworth
- Olunike Adeliyi (VF : Celine Monsarrat) : Leah Kerns
- Jessica Steen (VF : Chantal Baroin) : Donna Sabine

## Épisodes

### Épisode 1:Scorpion
- Canada : 11 juillet 2008 sur CTV
- Québec : 9 mars 2009 sur TQS[1]
- France : 6 août 2009 sur Canal+

- Canada : 1,11 million de téléspectateurs[2] (première diffusion)

### Épisode 2:Un cœur pour deux
- Canada : 18 juillet 2008 sur CTV
- Québec : 16 mars 2009 sur TQS
- France : 6 août 2009 sur Canal+

- Canada : 0,908 million de téléspectateurs[3] (première diffusion)

### Épisode 3:Le Facteur humain
- Canada : 24 juillet 2008 sur CTV
- Québec : 23 mars 2009 sur TQS
- France : 6 août 2009 sur Canal+

- Canada : 1,086 million de téléspectateurs[4] (première diffusion)

### Épisode 4:Pour le meilleur et pour le pire
- Canada : 31 juillet 2008 sur CTV
- Québec : 30 mars 2009 sur TQS
- France : 13 août 2009 sur Canal+

- Canada : 1,216 million de téléspectateurs[5] (première diffusion)

### Épisode 5:Indemnités compensatoires
- Canada : 7 août 2008 sur CTV
- Québec : 6 avril 2009 sur TQS
- France : 13 août 2009 sur Canal+

- Canada : 1,300 million de téléspectateurs[6] (première diffusion)

### Épisode 6:Règlement de comptes
- Canada : 14 août 2008 sur CTV
- Québec : 13 avril 2009 sur TQS
- France : 13 août 2009 sur Canal+

- Canada : 1,186 million de téléspectateurs[7] (première diffusion)

### Épisode 7:Frères de sang
- Canada : 21 août 2008 sur CTV
- Québec : 20 avril 2009 sur TQS
- France : 20 août 2009 sur Canal+

- Canada : 1,177 million de téléspectateurs[8] (première diffusion)

### Épisode 8:Un coupable à tout prix
- Canada : 11 septembre 2008 sur CTV
- Québec : 27 avril 2009 sur TQS
- France : 20 août 2009 sur Canal+

- Canada : 1,289 million de téléspectateurs[9] (première diffusion)

### Épisode 9:Paradis perdus
- Canada : 18 septembre 2008 sur CTV
- Québec : 4 mai 2009 sur TQS[10]
- France : 20 août 2009 sur Canal+

- Canada : 1,456 million de téléspectateurs[11] (première diffusion)

### Épisode 10:Les Fantômes du passé
- Canada : 9 janvier 2009 sur CTV
- Québec : 11 mai 2009 sur TQS
- France : 27 août 2009 sur Canal+

- Canada : 1,269 million de téléspectateurs[12] (première diffusion)

### Épisode 11:Le mauvais rôle
- Canada : 16 janvier 2009 sur CTV
- Québec : 18 mai 2009 sur TQS
- France : 27 août 2009 sur Canal+

- Canada : 1,741 million de téléspectateurs[13] (première diffusion)

### Épisode 12:Retraite impossible
- Canada : 23 janvier 2009 sur CTV
- Québec : 25 mai 2009 sur TQS
- France : 27 août 2009 sur Canal+

- Canada : 1,279 million de téléspectateurs[14] (première diffusion)

### Épisode 13:État de guerre
- Canada : 6 février 2009 sur CTV
- Québec : 1er juin 2009 sur TQS
- France : 3 septembre 2009 sur Canal+

- Canada : 1,292 million de téléspectateurs[15] (première diffusion)